# Howard Komproe
Howard Ralph Sidney Komproe (Den Haag, 1971) is een Nederlands stand-upcomedian, radiomaker, acteur en stemacteur van Surinaamse afkomst.

## Biografie
De moeder van Komproe was koster, onder andere van de Westerkerk (Amsterdam), en zijn vader was probleemoplosser bij bankinstellingen. Zijn jongere broer is Rogier Komproe. Vanwege het werk van zijn ouders verhuisde het gezin regelmatig. Hij heeft in zijn jeugd twee jaar in Suriname gewoond. Rond 1989 verhuisde het gezin van Hoenderloo naar Amsterdam, waar zijn moeder koster werd van de Westerkerk; ze kwamen te wonen in de bijbehorende ambtswoning Prinsengracht 281. Zijn vader hielp de Stadsbank van Lening orde op zaken te stellen. In Amsterdam ging er een wereld open voor Komproe. Hij rondde er aan het Amsterdams Lyceum de havo af.
Hij bezocht de Toneelschool in Utrecht, maar het optreden op feesten en clubs als stand-upcomedian beviel hem zo goed dat hij besloot daar serieus werk van te maken. Hij zag een uitzending van NOVA over Comedytrain en ontmoette Eric van Sauers spontaan in een supermarkt, en sloot zich in 1995 aan bij die groep, toen nog aan het Max Euweplein. Van Sauers werd er zijn mentor.
Komproe had een hoofdrol in de jongerenserie Westzijde Posse bij Veronica, een eigen radioprogramma op Talkradio en een praatprogramma voor de KRO. Verder deed en doet hij veel presentatorwerk, onder meer op festivals als Lowlands, Pinkpop, North Sea Jazz en de Uitmarkt. Als stemacteur sprak hij de stem in van personages als de blauwe robot-aap Gibson in de Jetix-animatieserie Super Robot Monkey Team Hyperforce Go!, Bobo the Bear in de film The Muppets uit 2011 en Bunny in Toy Story 4 uit 2019. Hij was ook het gezicht van reclamespotjes voor de Postbank.
In maart 2007 zette Komproe zijn tournee voor dat seizoen stop na een handgemeen met zijn vriendin.
Sinds begin 2009 zet Komproe zich in als ambassadeur van Stichting B!NK, een stichting die zich bezighoudt met het leed van kinderen in niet-westerse landen. Daarnaast treedt hij samen met Murth Mossel, Roué Verveer en Jandino Asporaat op als Caribbean Combo, een cabaretgroep die in 2010 zijn eerste voorstelling had. In 2011 maakte Komproe zijn comeback met zijn vijfde solovoorstelling: Nieuw!.
In 2016 speelde hij Pontius Pilatus in The Passion.
Tijdens de coronapandemie met een verbod op optredens wendde Komrpoe zich tot de kookkunst. Met filmpjes op YouTube onder de naam Komproeven besprak hij de Surinaamse keuken en de vreemde uitwassen daarvan (roti met rijst van de Hema, bananenkutchup). In vervolg daarop schreef hij de rubriek Komproeven over eten en drinken in NRC.
In 2022 deed Komproe mee aan het televisieprogramma Celebrity Masterchef waar hij als tweede afviel. In 2023 deed Komproe samen met kunstenaar Dré Urhahn mee aan het televisieprogramma Race across the world, waar ze als tweede eindigden. In datzelfde jaar was Komproe te zien als gastpanellid in het televisieprogramma DNA Singers.
In 2022 speelde Howard Komproe in het theaterstuk The story of Travis, een door Esther Duysker geschreven en door Romana Vrede geregisseerd stuk, geïnspireerd op de Raisin cyclus. In 2025 werd The story of Travis opnieuw uitgevoerd.
Vanaf 2024 presenteert hij samen met One'sy Muller het radioprogramma Bridge The Gap op NPO Blend.

## Theatershows
- Luister, Loekoe, Yere, Kijk! (2000-2002)
- Dus dat ... (2002-2004)
- Ambidexter (2004-2006)
- Howard 4t 1 & Ander (2006-2008)
- Nieuw! (2011-2013)
- Grijs (2013-2015)
- Life On Stage (2018-2020)